# ザ・チューブ
株式会社ザ・チューブ（The TUBE）は、テレビ番組のVTR編集、オフライン編集、ノンリニア編集・MAに関わるポストプロダクションや人材派遣を行う制作プロダクションである。1992年（平成4年）5月20日設立。

## 所在地
本社
- 東京都港区東新橋2-5-5 日建岩田ビル7階

事業部
- スタジオ事業部 : 東京都港区東新橋2-5-5 日建岩田ビル7階
- 人材事業部  : 東京都港区六本木4-10-12 ザ・チューブ六本木ビル 4階
- レンタル事業部 : 東京都港区六本木4-10-12 ザ・チューブ六本木ビル 4階

## 所属スタッフ

### オンライン編集担当
- 馬場 温 (現在は管理職)
- 伊藤芳行
- 伊藤和幸
- 宮本康弘 (現在は事務職)
- 横山良一
- 鈴木大知
- 山本康介
- 宋炫昊
- 山本成美
- 野元英司
- 冨岡怜良
- 瀬戸 葵
- 百瀬彗悟

### オフライン編集担当
- 田辺智久
- 高橋 稔

### MA担当
- 黒羽靖志
- 柴田敏幸
- 伊藤慎吾
- 田中 蓮
- 佐藤篤則

## 元所属スタッフ
- 臼井浩一（オンライン編集）
- 笠原善之（オンライン編集／→赤坂ビデオセンター、TBSテックスを経て現：TBSアクト）
- 平井剛（オンライン編集）
- 前田純和（オンライン編集）
- 市原俊介 (リニア編集)
- 蓮田貴志 (リニア編集)
- 原健一郎 (リニア編集)
- 加藤昭信 (ノンリニア編集)
- 前島真一（MA）
- 池田洋子（MA）
- 赤川淳（MA)
- 坪井翔太（MA)
- 坂口信彦
- 綿引裕美 (オンライン編集／→現：ビデオフォーカス)
- 今井純
- 増田直人（リニア編集／→エスユー）
- 木村有宏（リニア編集／→エスユー）
- 安川修平（リニア編集／→エスユー）
- 村田清和
- 手塚友美
- 山田宏司
- 中村裕子（MA／→エスユー）
- 櫻井伸二（MA／→エスユー）
- 八嶋未菜
- 谷澤宗明（MA）
- 関口晴央
- 鈴木建介
- 加福 大
- 三上大貴
- 中野浩希
- 渡部 諒
- 三浦友裕
- 石川 哲
- 杉村萌子
- 山下朴人
- 横尾穂波
- 八幡汐乃
- 天谷 馬直男
- 湯井浩司
- 佐々木美郷
- 蜷川広泰
- 平久保多香子
- 国吉裕香
- 吉松洸夢